# Aung Than Lwin Stadium
Das Aung Than Lwin Stadium ist ein Fußballstadion in Hpa-an, der Hauptstadt des Kayin-Staates. Es wird als Heimspielstätte des Fußballvereins Zwekapin United genutzt. Die Anlage hat eine Kapazität von 3000 Personen. 